# Raimundos
I Raimundos sono un gruppo punk/hardcore brasiliano attivo dal 1987. Il nome della band, Raimondo al plurale che in spagnolo è Ramon, fa riferimento ai Ramones da cui il gruppo trae ispirazione.
Hanno vinto numerosi premi e gli è stato attribuito il soprannome di "The Beatles 2.0"

## Formazione

### Membri attuali
- Digão - voce (dal 2001), chitarra (dal 1992), cori (1992-2001), batteria (1987-1990)
- Marquim - chitarra e cori (dal 2001)
- Caio - batteria (dal 2007)

### Ex componenti
- Rodolfo Abrantes - voce, chitarra, percussioni (1987-2001)
- Fred - batteria (1992-2007)
- Alf - basso (2002-2007)
- Tico Santa Cruz - voce (Live, 2010)
- Canisso - basso e cori (1987-2002, 2007-2023)

## Discografia

### Album in studio
- 1994 – Raimundos
- 1995 – Lavô tá novo
- 1996 – Cesta básica
- 1997 – Lapadas do povo
- 1999 – Só no Forévis
- 2001 – Éramos quatro
- 2002 – Kavookavala
- 2014 – Cantigas de Roda

### Album dal vivo
- 2000 – MTV ao vivo
- 2011 – Roda viva

### Raccolte
- 2005 – Mais MTV Raimundos
- 2007 – Nova série